# جاكلين أليكساندر
جاكلين أليكساندر (بالفرنسية: Jacqueline Alexandre)‏ هي مذيعة أخبار وصحفية وممثلة فرنسية، ولدت في 1942.

## وصلات خارجية
- جاكلين أليكساندر على موقع IMDb (الإنجليزية)
- جاكلين أليكساندر على موقع قاعدة بيانات الفيلم (الإنجليزية)